# Bad Banks

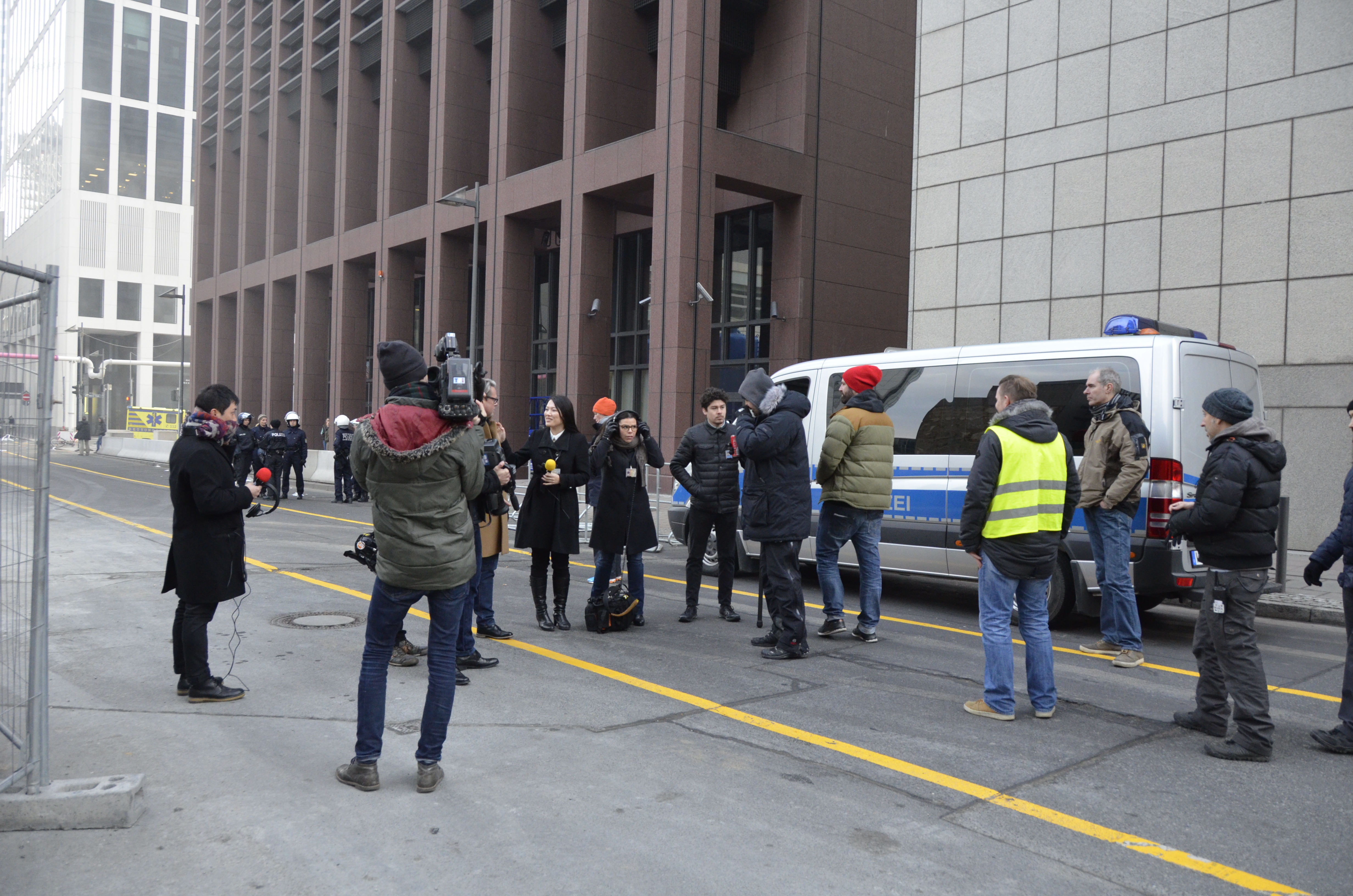
Filmopnames in het bankdistrict Frankfurt am Main in februari 2017

Bad Banks is een Duits - Luxemburgse televisieserie. De televisieserie is in 2017 geproduceerd door Letterbox Filmproduktion en Iris Productions in coproductie met ZDF en arte. In februari 2018 werd het eerste seizoen uitgezonden, het tweede seizoen volgde in februari 2020. Een van de hoofdrollen wordt gespeeld door de Nederlandse acteur Barry Atsma.

## Verhaal
Bad Banks draait om de jonge investeringsbankier Jana Liekam (Paula Beer). Nadat ze haar ontslag krijgt bij de „Crédit International Financial Group“ in Luxemburg, wordt haar een positie aangeboden bij de „Deutschen Global Invest“ (DGI) in Frankfurt. Ze heeft hierbij hulp gekregen van haar voormalige bazin Christelle Leblanc (Désirée Nosbusch).
In ruil voor deze aanbeveling verwacht Leblanc later vertrouwelijke informatie over Jana's nieuwe werkgever. Jana komt erachter dat DGI met de boekhouding gesjoemeld heeft, door een mislukt financieel product aan een geheime dochteronderneming, d.w.z. aan zichzelf, te verkopen.
Jana gebruikt haar kennis over de boekhoudfraude tot eigen voordeel, door de informatie naar buiten te lekken en zo de DGI in een crisis te storten. De overheid moet er aan te pas komen om de bank te redden, en zo worden de DGI en Crédit International onder dwang gefuseerd. Jana verdient hier miljoenen aan door handel met voorkennis. Samen met twee collega's van haar projectteam in Leipzig besluit ze om voor de bank te blijven werken en haar kennis van de managers te gebruiken voor haar carrière.
In het tweede seizoen duiken Jana en haar collega's in de moderne wereld van fintechs en robo-adviseurs.

## Uitzending
De eerste twee afleveringen werden in februari 2018 op de Berlinale 2018 in het Zoo Palast vertoond. Op 1 maart 2018 volgde de eerste uitzending op televisie via de televisiezender arte. De dvd en blu-ray verschenen op 3 maart.